# Cœur de loup
Singles de Philippe Lafontaine
Paramour
(1987) Alexis m'attend
(1989)
Cœur de loup est une chanson du chanteur belge Philippe Lafontaine. Parue initialement en Belgique sur sa compilation Affaire (à suivre) en 1988, elle sort en juin 1989 en France comme premier single de son album Fa ma no ni ma.
Le titre est rapidement certifié disque d'or en France et devient une chanson phare du chanteur.

## Contexte et enregistrement
Philippe Lafontaine termine une première version de Cœur de loup et, avec le soutien de sa famille, présente une maquette de la chanson à son parolier Juan d'Oultremont pour qu'il ajoute le texte. Il en écrit les paroles en combinant des jeux de mots et des allitérations. La chanson est ensuite enregistrée et mixée au studio Hysteresis à Bruxelles, en Belgique. La production est assurée par Lafontaine lui-même avec un budget limité. En 1988, Cœur de loup sort pour la première fois en Belgique sur le label Promax Records, avec une pochette illustrée de dessins de loups. Plusieurs mois plus tard, elle est remixée aux studios de l'Hacienda, alors à Tarare (Rhône) et sort peu avant l'été 1989 en France sur le label Vogue.
Jean Gamet, fondateur des studios de l'Hacienda, raconte qu'il a mixé le titre à la demande du directeur artistique de Vogue, Hugues de Courson, avec Stéphane Piot et sans connaître Philippe Lafontaine. Jean Gamet et Stéphane Piot font le mixage en une seule journée, puis envoient la cassette avec l'enregistrement aux quatre radios périphériques (RTL, Europe 1, France Inter et RMC), qui diffusent la chanson pour la première fois quatre jours plus tard. Gamet rencontre Lafontaine que quelques semaines plus tard, une fois le succès durablement installé.

## Composition
Selon Elia Habib, spécialiste des hit-parades, « les mots se fondent dans leur son pour devenir musique, les assonances et les allitérations se façonnent comme de l'argile, les syllabes s'unissent en onomatopées ».

## Réception

### Accueil critique
Elia Habib a considéré la chanson comme « un admirable jeu de mots » et « une brillante chanson de malice », notant son écriture et sa composition « remarquables ». Au Canada, la chanson a soulevé une controverse, étant accusée par des féministes d'inciter au viol, faisant référence à la phrase « la victime est si belle et le crime est si gai ». Lafontaine a ensuite été interrogé sur le sens des paroles et a qualifié l'affaire d'« assez incroyable ». Selon la journaliste Claire Barrois de 20 Minutes, Coeur de loup « se caractérise par le son typique des années 1980... Le rythme, la mélodie, tout est daté, certes, mais d'un excellent millésime ». Elle réfute également les allégations de viol en notant qu'une phrase précise « pourvu qu’elle veuille », ce qui implique le consentement sexuel de la femme.

### Accueil commercial
En France, Cœur de loup démarre à la 41e place du Top 50 le 12 août 1989, entre dans le top 10 dès la quatrième semaine et y reste pendant 14 semaines ; il est en tête du classement pendant deux semaines, les 11e et 12e semaines, détrônant à cette position le succès Lambada du groupe Kaoma ; puis il chute assez rapidement et quitte le Top 50 à partir de la 27e place après 20 semaines de présence. Il a obtenue un disque d'or par le Syndicat national de l'édition phonographique. En Belgique, le single s'est classé à la 44e place de l'Ultratop 50 flamand. Dans l'Eurochart Hot 100, il entre à la 48e place le 16 septembre 1989 et se classe à la 12e place pendant trois semaines non consécutives. Très diffusé à la radio, Cœur de loup figure pendant 11 semaines dans le classement European Airplay Top 50, avec un meilleur classement à la 15e place le 21 octobre 1989.
La chanson permet à Philippe Lafontaine de remporter une Victoire de la musique en 1990 dans la catégorie révélation variétés masculine, qu'il refuse.

## Liste des titres
| A. | Cœur de loup | 3:30 |
| B. | Et dire...   | 4:00 |

| 1. | Cœur de loup (Remix Dimitri from Paris) | 5:00 |
| 2. | Cœur de loup                            | 3:42 |
| 3. | Et dire...                              | 4:26 |
| 4. | Paramour                                | 3:26 |

## Crédits
- Philippe Lafontaine – chant, paroles, musique, producteur
- Juan d'Oultremont – paroles, musique
- Stéphane Piot – mixage (Studio Hacienda), ingénieur du son
- Marina Cox – photographie
- Alain Pierre – producteur

Crédits adaptés des notes d'accompagnement du disque,.

## Classements et certifications
| Classement (1989–90)                   | Meilleure position |
| -------------------------------------- | ------------------ |
| Belgique (Flandre Ultratop 50 Singles) | 44                 |
| Europe (Eurochart Hot 100)             | 12                 |
| Europe (European Airplay Top 50)       | 15                 |
| France (SNEP)                          | 1                  |
| France (Radios périphériques)          | 1                  |
| Québec (Palmarès francophone)          | 1                  |

| Classement (1989)          | Position |
| -------------------------- | -------- |
| Europe (Eurochart Hot 100) | 58       |
| France (SNEP)              | 12       |

### Certifications
| Pays                           | Certification | Ventes   |
| ------------------------------ | ------------- | -------- |
| France (SNEP)                  | Or            | 400 000* |
| *Ventes selon la certification |               |          |